# Proud Island
Proud Island ist eine kleine, am nördlichen Ende hoch aufragende und mit Tussockgras bewachsene Insel vor der dem westlichen Ende Südgeorgiens. Sie liegt am östlichen Ende der Willis-Inseln.
Wissenschaftler der britischen Discovery Investigations kartierten sie grob in der Zeit zwischen 1960 und 1961. Das UK Antarctic Place-Names Committee benannte sie 1963 deskriptiv. Namensgebend ist der Begriff „standing proud“ aus dem britischen Marinejargon, der so viel bedeutet wie „emporragen“.